# Roland (Iowa)
Roland ist eine Kleinstadt (mit dem Status "City") im Story County im US-amerikanischen Bundesstaat Iowa. Im Jahr 2010 hatte Roland 1284 Einwohner, deren Zahl sich bis 2013 auf 1289 leicht erhöhte. Das U.S. Census Bureau hat bei der Volkszählung 2020 eine Einwohnerzahl von 1.362 ermittelt.
Die Stadt ist Bestandteil der Ames Metropolitan Statistical Area, einer Metropolregion, die sich über das gesamte Gebiet des Story County erstreckt.

## Geografie
Roland liegt im Zentrum Iowas beiderseits des Bear Creek, der über den South Skunk River und den Skunk River zum Stromgebiet des Mississippi gehört.
Die geografischen Koordinaten von Roland sind 42°09′59″ nördlicher Breite und 93°30′07″ westlicher Länge. Die Stadt erstreckt sich über eine Fläche von 2,8 km² und ist die größte Ortschaft innerhalb der Howard Township.
Nachbarorte von Roland sind Radcliffe (22,1 km nordnordöstlich), McCallsburg (9,2 km östlich), Zearing (17,3 km in der gleichen Richtung), Nevada (20,1 km südsüdöstlich), Ames (25 km südsüdwestlich), Gilbert (18,8 km südwestlich), Story City (9,7 km westnordwestlich) und Randall (16,5 km nordwestlich).
Die nächstgelegenen größeren Städte sind die Twin Cities (Minneapolis und St. Paul) in Minnesota (331 km nördlich), Rochester in Minnesota (277 km nordnordöstlich), Waterloo (129 km ostnordöstlich), Cedar Rapids (172 km ostsüdöstlich), Iowas Hauptstadt Des Moines (72,6 km südsüdwestlich), Kansas City in Missouri (383 km südsüdwestlich), Nebraskas größte Stadt Omaha (294 km westsüdwestlich), Sioux City (273 km westnordwestlich) und South Dakotas größte Stadt Sioux Falls (410 km nordwestlich).

## Verkehr
Der in Nord-Süd-Richtung verlaufende Interstate Highway 35, der die kürzeste Verbindung von Minneapolis nach Des Moines bildet, führt in 5,5 km Entfernung westlich an Roland vorbei. Alle weiteren Straßen sind untergeordnete Landstraßen, teils unbefestigte Fahrwege sowie innerörtliche Verbindungsstraßen.
Mit dem Ames Municipal Airport befindet sich 31 km südsüdwestlich ein kleiner Flugplatz für die Allgemeine Luftfahrt und den Lufttaxiverkehr. Der nächste Verkehrsflughafen ist der 82 km südlich gelegene Des Moines International Airport.

## Geschichte
Der Ort geht auf eine Gruppe norwegischer Einwanderer zurück, die sich ab 1855 in der Gegend ansiedelten. 1870 wurde am Westrand der heutigen Stadt eine Poststation eingerichtet. Ab 1873 wurden in der zuvor rein landwirtschaftlich genutzten Region erste Geschäfte und Handwerksbetriebe angesiedelt. Durch den Bau einer Eisenbahnlinie der damaligen Illinois Central Railroad im Jahr 1881 und einer Bahnstation ein Jahr später verstärkte sich das Wachstum der Siedlung. Als selbstständige Kommune wurde Roland 1891 inkorporiert.
Im Jahr 1897 wurde die Stadt an das Telefonnetz angeschlossen; seit 1911 wurde Roland aus dem benachbarten Story City mit Elektroenergie versorgt. 1919 wurde eine Kanalisation errichtet.
Im Rahmen einer Arbeitsbeschaffungsmaßnahme im Zuge des New Deal entstand 1935 das Rathaus von Roland.

## Bevölkerung
Nach der Volkszählung im Jahr 2010 lebten in Roland 1284 Menschen in 503 Haushalten. Die Bevölkerungsdichte betrug 458,6 Einwohner pro Quadratkilometer. In den 503 Haushalten lebten statistisch je 2,55 Personen.
Ethnisch betrachtet setzte sich die Bevölkerung zusammen aus 98,4 Prozent Weißen, 0,2 Prozent Afroamerikanern, 0,3 Prozent amerikanischen Ureinwohnern, 0,1 Prozent Asiaten sowie 0,2 Prozent aus anderen ethnischen Gruppen; 0,8 Prozent stammten von zwei oder mehr Ethnien ab. Unabhängig von der ethnischen Zugehörigkeit waren 1,0 Prozent der Bevölkerung spanischer oder lateinamerikanischer Abstammung.
28,5 Prozent der Bevölkerung waren unter 18 Jahre alt, 61,5 Prozent waren zwischen 18 und 64 und 10,0 Prozent waren 65 Jahre oder älter. 51,0 Prozent der Bevölkerung waren weiblich.
Das mittlere jährliche Einkommen eines Haushalts lag bei 61.250 USD. Das Pro-Kopf-Einkommen betrug 25.475 USD. 6,8 Prozent der Einwohner lebten unterhalb der Armutsgrenze.